# Драконий Камень
«Драконий Камень» (англ. Dragonstone) — первый эпизод седьмого сезона фэнтезийного сериала канала HBO «Игра престолов», и 61-й во всём сериале. Сценарий к эпизоду написали создатели сериала Дэвид Бениофф и Д. Б. Уайсс, а режиссёром стал Джереми Подесва. Премьера состоялась 16 июля 2017 года.
«Драконий Камень» получил похвалу от критиков, которые посчитали месть Арьи Дому Фреев, заглаживание вины Сандора Клигана за свою прошлую жизнь и драматическое возвращение Дейенерис домой на Драконий Камень лучшими моментами эпизода. В США эпизод посмотрели 10,1 миллионов зрителей во время оригинального показа, что делает его самым высокорейтинговым эпизодом за всю историю сериала.
Это последний эпизод сериала, в котором появляется Дэвид Брэдли.

## Сюжет

### В Речных Землях
Уолдер Фрей (Дэвид Брэдли) устраивает пир для всех членов Дома Фреев. Участникам пира разливают вино, и Уолдер Фрей произносит тост. Пока выпивают вино, он перечисляет все преступления, совершённые Фреями на Красной Свадьбе. Вино оказывается отравленным, и все люди Фреев гибнут. Уолдер снимает своё лицо и оказывается Арьей Старк (Мэйси Уильямс).
Во время путешествия на юг Арья натыкается на дружную группу солдат Ланнистеров (Эд Ширан и Томас Тургус включительно), которые предлагают ей еду и вино. Когда они спрашивают, зачем она идёт на юг, Арья говорит «убить королеву». Услышав это, солдаты начинают хохотать, считая, что она шутит.
Братство без Знамён вместе с Сандором Клиганом (Рори Макканн) укрываются в доме фермера, которого Клиган ограбил тремя годами ранее. Они обнаруживают тела фермера и его дочери, и Берик Дондаррион (Ричард Дормер) приходит к выводу, что фермер убил свою дочь, а затем себя, чтобы не мучиться от голода. Торос из Мира (Пол Кэй) просит Сандора вглядеться в пламя камина, и тому удаётся увидеть Стену, замок Восточного дозора у моря, гору, похожую на стрелу, и тысячи мёртвых, идущих мимо. Ночью Тороса беспокоит шум снаружи, и он обнаруживает Сандора, копающего могилу для фермера и его дочери. Сандор изменился за время, проведённое с Арьей и позже в общине брата Рэя, и мрачно роняет, что эти люди не заслужили смерти. Торос берёт лопату и помогает ему.

### За Стеной
Брану Старку (Айзек Хэмпстед-Райт) приходит видение, что Белые Ходоки, возглавляемые Королём Ночи, и их армия мертвецов (с участием оживлённых трупов великанов) наступают на юг. Бран и Мира Рид (Элли Кендрик) прибывают к Стене, и их встречают Эддисон Толлетт (Бен Кромптон) и Ночной Дозор. Эдд изначально скептически настроен по поводу личностей Брана и Миры, пока Бран не говорит ему, что Эдд был на Кулаке Первых людей и в Суровом Доме и видел армию Белых Ходоков. Это убеждает Эдда, и он велит своим людям пропустить их через Стену.

### В Винтерфелле
Будучи Королём Севера, Джон Сноу (Кит Харингтон) обращается к лордам Севера. Несмотря на возражения Сансы Старк (Софи Тёрнер), он прощает Элис Карстарк (Меган Паркинсон), наследницу Кархолда, и Неда Амбера, наследника Последнего Очага, за то, что их отцы предали Дом Старков, и за то, что их дома сражались против них в битве за Винтерфелл. Два наследника дают клятву Дому Старков, вновь присягая им на верность. Затем Джон приказывает Тормунду Великаньей смерти (Кристофер Хивью) отвести одичалых к ближайшей от Восточного моря безлюдной крепости Ночного Дозора, чтобы укрепить там охрану Стены и, по сути, самим стать там Ночным Дозором. Сноу также просит лордов и леди начать подготовку к битве с Белыми Ходоками, призывая всех жителей, способных держать оружие, учиться сражаться. После собрания между Джоном и Сансой происходит небольшая ссора, поскольку Джон расстроен из-за того, что Санса своими прилюдными возражениями подрывает его авторитет. Санса отвечает, что она просто не хочет, чтобы он совершал ошибки их отца и Робба и погиб из-за этого. Их разговор прерывает мейстер Волкан, принёсший сообщение от Серсеи, приказывающей Джону преклонить колени перед ней; Джон и Санса обсуждают угрозу, которую представляет Серсея.
Позже Мизинец (Эйдан Гиллен) пытается втереться в доверие Сансы, говоря ей, что он только хочет, чтобы Санса была счастлива и в безопасности. Санса прохладно отвергает его ухаживания. Когда Бриенна Тарт (Гвендолин Кристи) спрашивает Сансу, почему они не отослали его подальше, Санса указывает на то, что им нужны все возможные союзники, в том числе и рыцари Долины.

### В Королевской Гавани
Серсея Ланнистер (Лена Хиди) и Джейме Ланнистер (Николай Костер-Вальдау) обсуждают врагов, которых они накопили на севере, юге, востоке и западе. Джейме указывает на отсутствие у них союзников, на что Серсея раскрывает, что у неё появился новый союзник, Эурон Грейджой (Пилу Асбек). Эурон прибывает в Королевскую Гавань с Железным Флотом и предлагает свою поддержку в обмен на брак. Серсея отвергает его предложение, заявляя, что она не может доверять ему. Чтобы завоевать её доверие, Эурон отправляется в плавание, обещая принести королеве бесценный подарок.

### В Староместе
Начиная своё обучение в качестве мейстера, Сэмвелл Тарли (Джон Брэдли) выполняет различную чёрную работу по всей Цитадели. Он просит у архимейстера Эброза (Джим Бродбент) разрешения на доступ в закрытую секцию библиотеки Цитадели. Хотя Эброз и верит в предупреждение Сэма о возвращении Белых Ходоков, он настаивает на том, что Стена защитит Семь Королевств, и отказывает в просьбе Сэма. Это побуждает Сэма украсть ночью ключ к библиотеке у одного из мейстеров и взять несколько книг, которые он приносит в своё жильё с Лилли (Ханна Мюррей).
В одной из книг Сэм находит карту Драконьего Камня с крупным месторождением драконьего стекла. Зная, что Джону понадобится драконье стекло в битве с Белыми Ходоками, он отправляет к нему ворона с этой информацией.
Позже, пока Сэм собирает посуду из палат больных, Джорах Мормонт (Иэн Глен), чья рука уже полностью поражена серой хворью, спрашивает Сэма, прибыла ли Дейенерис в Вестерос. Сэм говорит Джораху, что он не слышал про это.

### На Драконьем Камне
Дейенерис Таргариен (Эмилия Кларк), Тирион Ланнистер (Питер Динклэйдж) вместе с флотом прибывают в Драконий Камень, родовое поместье Таргариенов в Вестеросе. Войдя в замок, Дейенерис срывает висящее знамя Станниса Баратеона, после чего идёт в тронную залу, а оттуда с Тирионом входит в комнату военного совета. Повернувшись к Тириону и стоя над картой Вестероса, Дейенерис спрашивает: «Начнём?».

## Производство

### Сценарий

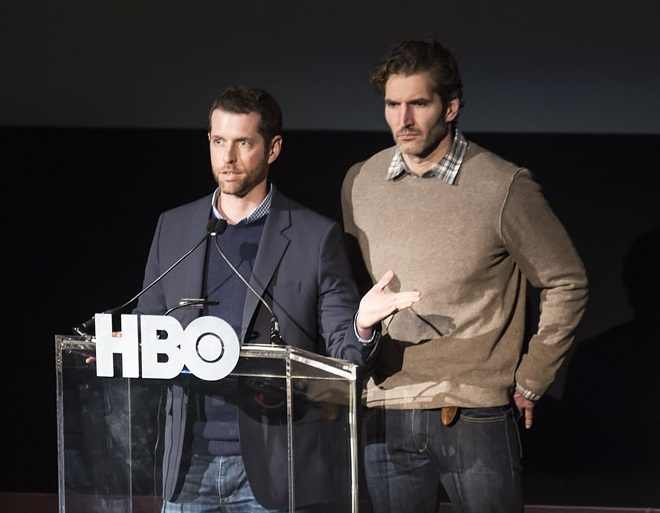
Сценарий к эпизоду написали создатели сериала Дэвид Бениофф и Д. Б. Уайсс.

Сценарий к «Драконьему Камню» был написан создателями сериала Дэвидом Бениоффом и Д. Б. Уайссом. В сегменте «Inside the Episode», опубликованном HBO вскоре после выхода эпизода в эфир, Бениофф и Уайсс сказали, что изначально в эпизоде сцена с Уолдером Фреем не была написана в качестве тизера, но решение было принято после того, как они увидели актёрскую игру Дэвида Брэдли в роли Уолдера, когда он медленно превращался в Арью Старк. Уайсс заявил, что они верили, что эта сцена как нельзя лучше подходит для того, чтобы «открыть новый сезон», и что это было необходимо, чтобы Арья доставила послание, что «Север помнит».
Одной из любимых сцен Уайсса в этом эпизоде была реакция Пса на смерть отца и дочери, которых он оставил умирать, и «трансформация», которая произошла с Псом как человеком с момента его встречи с ними. Бениофф отметил, что хотя и Псу не нравится религия Владыки света, он не способен отрицать истину того, что он видит в пламени, а также воскрешение Берика Дондарриона.
В отношении динамики между Джоном Сноу и Сансой Старк, Бениофф сказал, что Санса всё ещё таит обиды на Джона, который взял под контроль Винтерфелл в качестве Короля Севера, и что она чувствует себя более ответственной за их победу в «Битве бастардов». Бениофф также отмечает, что Санса считает, что Джон наивно игнорирует потенциальную угрозу со стороны Серсеи Ланнистер, и что Джон считает Белых Ходоков куда более неизбежной опасностью. Затем Уайсс подчеркнул, что после потери всех своих детей, Серсея сейчас находится в более тёмном месте, и что «всё, что у неё действительно осталось, это власть ради власти». Бениофф продолжил, сравнивая Серсею с Дейенерис Таргариен, в том, что Серсея готова убить сотни тысяч невинных жизней, но Дейенерис не способна так поступить, так как её «сдерживает её мораль и страх навредить невинным людям».

### Кастинг

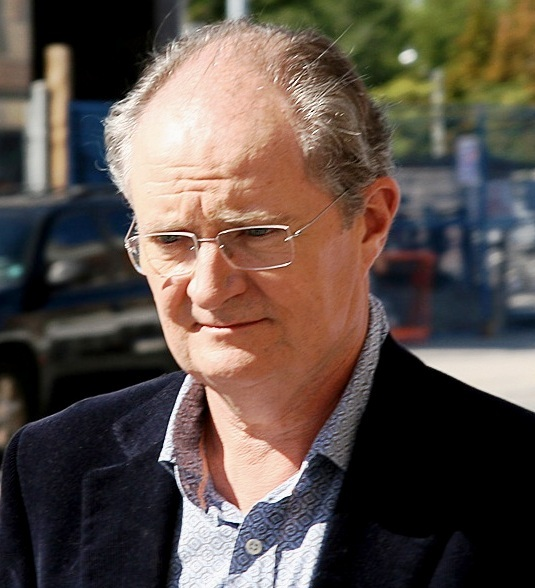
Джим Бродбент присоединился к сериалу в роли архимейстера Эброза.

В «Драконьем Камне» впервые появился лауреат премии «Оскар» Джим Бродбент в роли архимейстера Эброза из Цитадели. О его кастинге в сериал изначально HBO сообщило журналу «Entertainment Weekly» в августе 2016 года, и в то время роль назвали «значимой» в седьмом сезоне. В последующем интервью, Бродбент рассказал о своей роли в сериале, и что он будет сниматься в сценах вместе с Джоном Брэдли, исполняющим роль Сэмвелла Тарли.
До выхода эпизода в эфир было объявлено, что музыкант Эд Ширан появится в качестве камео в какой-то момент в сезоне. По словам Дэвида Бениоффа, они в течение многих лет пытались позвать его в шоу в качестве сюрприза для Мэйси Уильямс, которая исполняет роль Арьи Старк в сериале и является фанатом Ширана. До официального выпуска эпизода, Ширан сказал о своём появлении, что «Ничего необычного не происходит в этой сцене, у нас просто происходит разговор и что-то вроде этого». В «Драконьем Камне» Ширан изображает солдата Ланнистеров, на которого Арья натыкается, когда она слышит, как он поёт незнакомую ей песню. Песня происходит из серии книг «Песнь Льда и Огня» Джорджа Р. Р. Мартина, на которой основан сериал, и называется «Золотые руки». В серии книг эту песню поёт персонаж, известный как Саймон Серебряный язык, который никак не связан с ролью Ширана.

### Режиссура
Режиссёром «Драконьего Камня» стал Джереми Подесва. Он присоединился к сериалу в качестве режиссёра в пятом сезоне, где его первым снятым эпизодом стал «Убей мальчишку», за которым последовал «Непокорные, несгибаемые, несломленные», за который он был номинирован на премию «Эмми» за лучшую режиссуру драматического сериала. Далее он снял ещё два эпизода в шестом сезоне сериала, а также финальный эпизод седьмого сезона. В интервью с «The Hollywood Reporter» после выхода «Драконьего Камня» в эфир, Подесва обсудил свой опыт съёмки появления Эда Ширана, заявив: «С ним было приятно работать. Он был прекрасен в шоу. Я думаю, что он вписался в этот мир.» Далее он отметил, что Ширан попросил изменить ключ песни, которую он исполняет в сцене, во время съёмок эпизода.

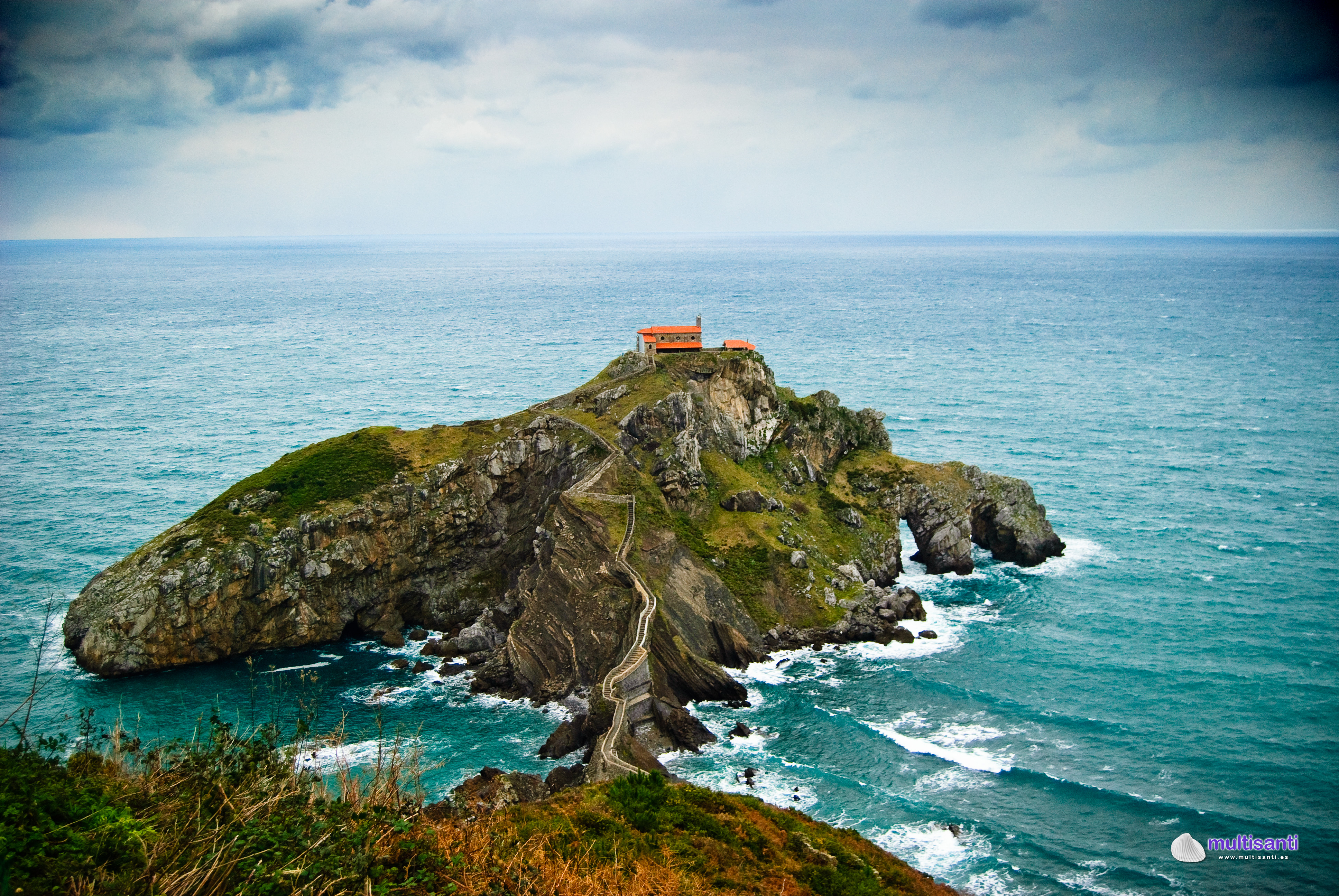
Гастелугаче в Испании использовали для съёмок сцен на Драконьем Камне.

Подесва также обсудил съёмку вступления эпизода, сказав, что он хотел «почтить великолепный сценарий», и похвалил исполнение Мэйси Уильямс и Дэвида Брэдли в ролях Арьи Старк и Уолдера Фрея, соответственно, заявив: «Так как мы далеко зашли, мы знали, что у зрителей будут вопросы по поводу этой сцены, зная, что Уолдер Фрей мёртв. Так что это? Это флэшбек? Что-то ещё здесь происходит? Дело заключалось в обыгрывании этой череды удивления и любопытства зрителей и того, как они читали эту сцену. Исполнение Дэвида было настолько фантастическим на том моменте, где вы почти можете почувствовать Арью внутри него. Это ещё до того, как диалог начинает выдавать её.» После тизера, Подесва также рассказал о съёмках начальной сцены после заставки титров, раскрыв: «Мы знали, что будет один кадр. Ничего особенного в плане операторской работы. Но это кадр, который очень медленно проявляет себя с течением времени, и мы используем это время. Затем это был вопрос того, как я осмыслял это с художниками-мультипликаторами и отделом визуальных эффектов.» Подесва также заявил, что сцена, заканчивающаяся глазом великана-упыря, изначально не была в сценарии, но она появилась во время работы в отделе художников сериала.
При обсуждении монтажа сцен с Сэмвеллом Тарли в Цитадели, Подесва отметил, что его предыдущий опыт съёмок монтажной сцены с Арьей, пока она мыла тела в Чёрно-Белом Доме, наверное стал причиной того, что шоураннеры включили это в эпизод, сказав: «В сознании Дэвида и Дэна, они сделали связь между мной и монтажом, хотя интонационно они очень разные.» Он также разгласил, что оригинальная версия монтажа длилась «где-то семь или восемь минут» из-за количества материала, снятого Подесвой, и что окончательная версия была значительно отредактирована.
По поводу заключительной сцены прибытия Дейенерис Таргариен на Драконий Камень, Подесва отметил, что очень мало сцен было снято в павильоне, а по большей части на натуре, сказав: «Единственное, что было снято в павильоне, это ворота у подножия лестницы, идущей длинной извилистой тропой к замку. Всё остальное было снято на натуре, в нескольких разных местах: пляж Сумайя в Испании — это там, где она высаживается на берег и поднимается по лестнице и попадает туда, где ворота. Другое место — Сан-Хуан — это место, где эта удивительная лестница не выглядит реальной и похожа на творение CG, но это не так, это прекрасное место, ведущее к замку Драконий Камень.» Однако весь интерьер Драконьего Камня был снят в павильоне. Художник-постановщик Деб Райли создала тронный зал и вновь оборудовала комнату с картой для эпизода.

## Реакция

### Рейтинги
«Драконий Камень» в целом посмотрели 16,1 миллионов зрителей, включая 10,1 миллионов во время оригинального показа серии на HBO, а остальные посмотрели серию на DVR или стриминговых сервисах, что делает его самым просматриваемым эпизодом за всю историю сериала. Рейтинг в возрастной категории 18-49 составил 4,7. Эпизод также вдохновил на написание 2,4 миллиона твит-комментариев во время выхода эпизода в эфир, что делает его самым комментированным эпизодом сериала на данный момент. Эпизод был скачан пиратами 90 миллионов раз в первые три дня после выхода эпизода в эфир. В Великобритании эпизод посмотрели 3,495 миллиона зрителей на Sky Atlantic, что делает его самой высокорейтинговой программой этой недели. 2 августа 2017 года HBO объявило, что эпизод почти пересёк рубеж в 30 миллионов зрителей США на всех американских платформах сети. В Британии эпизод получил 4,7 миллионов зрителей семь дней спустя, самое большое количество зрителей на Sky Atlantic за всё время.

### Реакция критиков

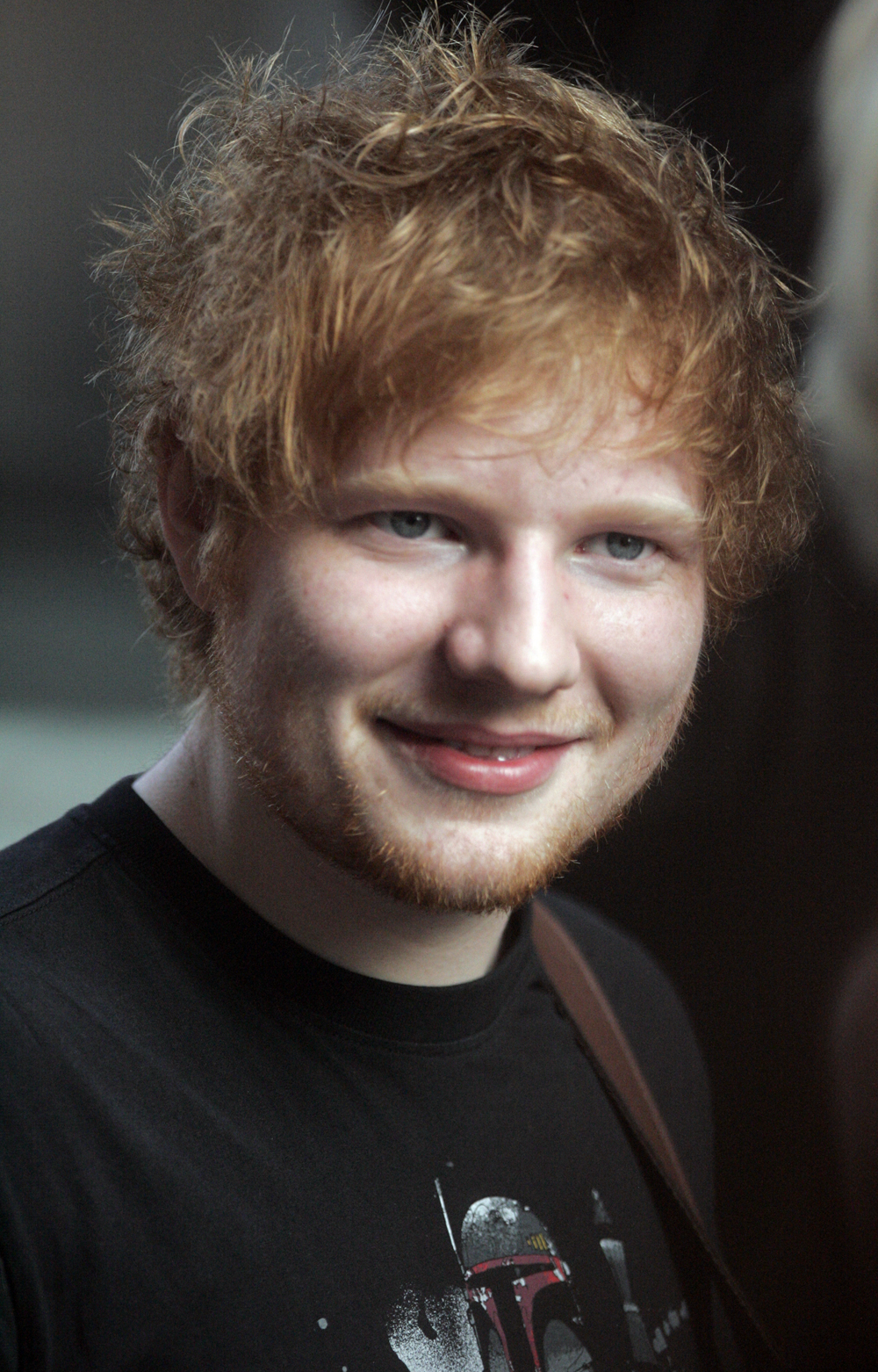
Появление Эда Ширана вызвало смешанные отзывы.

«Драконий Камень» был хорошо принят критиками. Он получил рейтинг 95% на сайте Rotten Tomatoes на основе 40 отзывов, со средним рейтингом 8,3 из 10. Консенсус сайта гласит: «Молниеносным залпом, „Игра престолов“ намечает гарантированный путь до своей, с нетерпением ожидаемой, финишной прямой.»
Мэтт Фоулер из IGN написал в своей рецензии к эпизоду: «„Драконий Камень“ возвышенно подготавливает почву для седьмого сезона „Игры престолов“ с небольшой праведной местью, новым союзом, драматичным (и тихим) возвращением домой и, на удивление, отличной сцены с Псом, когда он начал заглаживать вину из своей прошлой жизни.» Он дал эпизоду рейтинг 8,8 из 10. Эрик Каин из «Forbes» аналогичным образом похвалил эпизод, написав: «Это была одна из моих любимых премьер любого „Игры престолов“. Это свидетельство того, что шоу до сих пор показывает силу и качество, даже зайдя так далеко, и первый эпизод сезона оказался очень хорош.» Джейн Малкерринс из «The Daily Telegraph» также похвалила эпизод, написав: «Можно задаться вопросом, будет ли у самого большого, кровопролитного, напичканного драконами шоу ещё возможность шокировать и удивлять. Ответ, к счастью, да.» Мэттью Гилберт из «The Boston Globe» сказал: «Премьера нового сезона „Игры престолов“ была полностью удовлетворительным, транспортирующим часом, который блестяще поставил шахматную доску для нового, предпоследнего сезона.»
Эд Ширан получил как положительные, так и очень критические отзывы за своё камео-появление в «Игре престолов». Вскоре после этого он удалил свой аккаунт в Твиттере. Большая часть критики обрушилась на тот факт, что создатели не сильно пытались завуалировать его появление — в то время как других артистов, таких как барабанщика «Coldplay» Уилла Чемпиона и Гэри Лайтбоди из «Snow Patrol», было труднее заметить в их сценах.